# Edward Appleby
Pour les articles homonymes, voir Appleby.
Edward Appleby, né le 21 décembre 2004 à Colchester en Angleterre, est un patineur artistique britannique, double champion de Grande-Bretagne (2024 et 2025).

## Biographie

### Carrière sportive
Edward Appleby commence à apprendre à patiner dès l'âge de 4 ans. Il est successivement double champion junior de Grande-Bretagne (2020 et 2022), et double champion senior de Grande-Bretagne (2024 et 2025).
Il représente son pays à cinq mondiaux juniors (2019  à Zagreb, 2020  à Talinn, 2022 à Talinn, 2023  à Calgary et 2024  à Taipei), deux championnats européens (2024 à Kaunas et 2025 à Tallinn) et deux mondiaux seniors (2024 à Montréal et 2025 à Boston).

### Famille
Son frère aîné, Elliot Appleby, est également patineur artistique et participe à des compétitions de patinage en simple et en couple.

## Palmarès
| Compétition                          | 2019    | 2020    | 2021    | 2022    | 2023    | 2024    | 2025    |  |  |  |  |  |  |  |
| Jeux olympiques d'hiver              |         |         |         |         |         |         |         |  |  |  |  |  |  |  |
| Championnats du monde                |         | CA      |         |         |         | 38e     | 32e     |  |  |  |  |  |  |  |
| Championnats d’Europe                |         |         | CA      |         |         | 25e     | 20e     |  |  |  |  |  |  |  |
| Championnats de Grande-Bretagne      |         |         | CA      |         | 2e      | 1er     | 1er     |  |  |  |  |  |  |  |
| Championnats du monde juniors        | 36e     | 26e     | CA      | 20e     | 17e     | 9e      |         |  |  |  |  |  |  |  |
|                                      |         |         |         |         |         |         |         |  |  |  |  |  |  |  |
| Grand Prix ISU                       | 2018/19 | 2019/20 | 2020/21 | 2021/22 | 2022/23 | 2023/24 | 2024/25 |  |  |  |  |  |  |  |
| Coupe de Chine                       |         |         |         |         | 12e     |         |         |  |  |  |  |  |  |  |
| Légende : CA = Compétitions annulées |         |         |         |         |         |         |         |  |  |  |  |  |  |  |